# Elijah Pitts
(en) Statistiques sur pro-football-reference
Elijah Eugene Pitts (né le 3 février 1938 - mort le 10 juillet 1998) est un joueur américain de football américain évoluant au poste de halfback pendant onze saisons dans la National Football League dont dix pour les Packers de Green Bay. Après sa carrière de joueur de football américain professionnel, il devient entraîneur assistant dans la NFL, notamment pour les Bills de Buffalo de 1985 à 1997. Il meurt un an plus tard, en 1998, d'un cancer de l'estomac.